# Massimo Piloni
Massimo Piloni (Ancona, Provincia de Ancona, Italia, 21 de agosto de 1948) es un exfutbolista italiano. Se desempeñaba en la posición de guardameta.

## Clubes
| Club            | País   | Año         |
| --------------- | ------ | ----------- |
| Casertana F. C. | Italia | 1968 - 1969 |
| Juventus F. C.  | Italia | 1969 - 1975 |
| Pescara Calcio  | Italia | 1975 - 1978 |
| A. C. Rimini    | Italia | 1978 - 1980 |
| U. S. Fermana   | Italia | 1980 - 1981 |

## Palmarés

### Campeonatos nacionales
| Título  | Club           | País   | Año     |
| ------- | -------------- | ------ | ------- |
| Serie A | Juventus F. C. | Italia | 1971-72 |
| Serie A | Juventus F. C. | Italia | 1972-73 |
| Serie A | Juventus F. C. | Italia | 1974-75 |